# Элан Беарне
«Элан Беарне» (фр. Élan béarnais) — французский баскетбольный клуб из города По.

## История
Один из сильнейших клубов Франции. Один из французских клубов, которые выигрывали европейские трофеи. Нынешний клуб был образован в 1931 году, став продолжателем традиций другого баскетбольного коллектива, который был образован ещё в 1908 году. Славные времена пришли в клуб в начале 1980-х годов, когда «По-Ортез» выиграл Кубок Корача 1984 года, это был первый успех команды в её истории. В финале в Париже «По-Ортез» обыграл югославскую «Црвену звезду». Первое национальное первенство команда взяла в 1986 году. Также коллектив являлся постоянным участником Евролиги до конца 2000-х, лучшим достижением в этом турнире считается третье место в 1987 году, когда клуб остановился в шаге от финала.

## Титулы
- Чемпион Франции (9 раз): 1986, 1987, 1992, 1996, 1998, 1999, 2001, 2003, 2004
- Кубок Франции (4 раза): 2002, 2003, 2007, 2022
- Суперкубок Франции: 2007
- Кубок Корача (1 раз): 1984